# Cixius dubia
Cixius dubia är en insektsart som beskrevs av Wagner 1939. Cixius dubia ingår i släktet Cixius och familjen kilstritar. Inga underarter finns listade i Catalogue of Life.